# 747. pehotni polk (Wehrmacht)
Za druge 747. polke glejte 747. polk.
747. pehotni polk (izvirno nemško Infanterie-Regiment 747) je bil eden izmed pehotnih polkov v sestavi redne nemške kopenske vojske med drugo svetovno vojno.

## Zgodovina
Polk je bil ustanovljen 2. maja 1941 kot polk 15. vala na področju WK XII; polk je bil dodeljen 707. pehotni diviziji.
15. oktobra 1942 je bil polk preimenovan v 747. grenadirski polk.